# 12 Storeys
Pour plus de détails, voir Fiche technique et Distribution.
12 Storeys (Shier lou) est un film singapourien réalisé par Eric Khoo, sorti en 1997.

## Fiche technique
- Titre : 12 Storeys
- Titre original : Shier lou
- Titre anglais : Twelve Storeys
- Réalisation : Eric Khoo
- Scénario : Eric Khoo et James Toh
- Production : Brian Hong
- Musique : Kevin Mathews
- Photographie : Yoke Weng Ho
- Montage : Jasmine Ng Kin Kia
- Décors : Inconnu
- Costumes : Inconnu
- Pays d'origine :  Singapour
- Format : Couleurs - ? - Dolby - ?
- Genre : Comédie dramatique
- Durée : 105 minutes (100 minutes aux USA)
- Dates de sortie :
  -  Singapour : 12 juin 1997
  -  France : 24 septembre 1997
  -  Belgique : 18 novembre 1998

## Distribution
- Jack Neo : Ah Gu
- Boon Pin Koh : Meng
- Yi Fong Chuang : Lily
- May Yee Lum : Trixie
- Lucilla Teoh : San San
- Ritz Lim : Tee
- Roderick Lim
- Ronald Toh Chee Kong
- Yee Loy Lok
- Swee Lin Neo

## Distinctions

### Récompense
- 1997 : Best Feature Film pour Eric Khoo au Hawaii International Film Festival

### Nomination
- 1997 : Dragons and Tigers Award pour Eric Khoo au Vancouver International Film Festival